# Die Blume von Hawaii
La Fleur de Hawaï
 (août 2023).
Si vous disposez d'ouvrages ou d'articles de référence ou si vous connaissez des sites web de qualité traitant du thème abordé ici, merci de compléter l'article en donnant les références utiles à sa vérifiabilité et en les liant à la section « Notes et références ».
Die Blume von Hawaii (en français : La Fleur de Hawaï) est une opérette en trois actes composée par Paul Abraham en 1931 sur un livret d'Emmerich Földes, Alfred Grünwald et Fritz Löhner-Beda.
Elle s'inspire de la vie de Liliʻuokalani, la dernière reine d'Hawaï.

## Synopsis
L'histoire se déroule à Honolulu et à Monte-Carlo vers 1895.

### Premier acte
Une villa de Honolulu
L'armée américaine vient d'occuper Hawaï et de destituer la reine. Un gouverneur dirige l'archipel. La princesse hawaïenne Laya se satisfait plus ou moins bien de ses nouvelles conditions, elle préférerait retourner à Paris, où ses parents l'avaient envoyée pour lui donner une éducation. Mais elle est destinée à être l'épouse du prince Lilo-Taro. Ce dernier aime plus souvent s'amuser et voyage souvent.
Une grande partie des Hawaïens est contre l'occupation américaine. Le parti royaliste a choisi Kanako Hilo comme chef et espère qu'il va rétablir la royauté. Le gouverneur Harrison établit un plan selon lequel sa nièce Bessi devrait se marier avec Lilo-Taro 
dans le but de gagner de l'influence sur l'élite hawaïenne. John Buffy, le secrétaire de Harrison, n'est pas chaud, car il a des vues sur Bessi.
Le capitaine Stone arrive à Honolulu. À bord de son navire, il y a un couple d'artistes : le jeune homme est le célèbre chanteur de jazz Jim-Boy ; la dame qui l'accompagne prétend être la tout aussi célèbre chanteuse Susanne Provence. En fait, il s'agit de la princesse Laya qui veut vivre incognito. Durant la traversée, le capitaine est tombé amoureux de la chanteuse.
Lorsque Kanako Hilo découvre la véritable identité de la chanteuse, il espère gagner une alliée dans la lutte contre la puissance occupante. La princesse n'est pas enthousiaste à cette idée, alors que son peuple l'accueille à bras ouverts.

### Deuxième acte
Une salle du palais royal de Honolulu
Lors de la fête annuelle des fleurs, la coutume veut qu'une jeune femme est couronnée reine des fleurs, la "Fleur de Hawaï". Cette année, ce doit être Laya. Le gouverneur Harrison craint que les gens prennent cet événement comme une occasion de se révolter contre la puissance occupante. Il veut que la princesse tienne un discours où, au nom de son peuple, elle renonce à la souveraineté. La princesse refuse, elle devient une ennemie pour le gouverneur. La capitaine Stone reçoit l'ordre de l'arrêter. Il n'obéit pas. Mais pour sortir Stone du pétrin, elle accepte le discours. Lilo-Taro, qui est devenu amoureux de Laya, n'y croit pas. Il est profondément affligé et fuit vers la mer pour se jeter dedans. Laya sait maintenant à qui appartient son cœur.

### Troisième acte
Un bar chinois de Monte-Carlo
Ici se retrouvent tous les protagonistes de l'opérette, pour écouter le chant de la "vraie" Susanne Provence. Le capitaine Stone, qui a sauvé le prince Lilo-Taro de la noyade, est chanceux au jeu. Lui et le prince sont devenus de très bons amis. Susanne Provence le réconforte, car il n'a pas l'amour de Laya. À la fin de l'opérette, il y a quatre couples dont Laya et Lilo-Taro.

## Musique
L'opérette est très influencée par le XXe siècle. Paul Abraham est l'un des premiers compositeurs à mélanger l'opérette avec des éléments de jazz qui émerge en Europe.

## Adaptations
Une première adaptation par Richard Oswald, sortie en 1933 reprend le même titre (de) avec dans les principaux rôles Marta Eggerth (Laya), Hans Fidesser (Lilo-Taro), Ivan Petrovich (Stone), Hans Junkermann (le gouverneur), Baby Gray (Bessy).
En 1953 sort Fleur de Hawaï, réalisé par Géza von Cziffra. Le film réunit Maria Litto, William Stelling, Ursula Justin, Rudolf Platte, Paul Westermeier et Marina Ried.
L'opérette est aussi adaptée à la télévision en 1971.

## Source, notes et références
- (de) Cet article est partiellement ou en totalité issu de l’article de Wikipédia en allemand intitulé « Die Blume von Hawaii » (voir la liste des auteurs).